# North Rock Springs
North Rock Springs is een plaats (census-designated place) in de Amerikaanse staat Wyoming, en valt bestuurlijk gezien onder Sweetwater County.

## Demografie
Bij de volkstelling in 2000 werd het aantal inwoners vastgesteld op 1974.

## Geografie
Volgens het United States Census Bureau beslaat de plaats een oppervlakte van
65,9 km², geheel bestaande uit land.

## Plaatsen in de nabije omgeving
De onderstaande figuur toont nabijgelegen plaatsen in een straal van 84 km rond North Rock Springs.